# Cristodesisa perakensis
Cristodesisa perakensis är en skalbaggsart som beskrevs av Stefan von Breuning 1959. Cristodesisa perakensis ingår i släktet Cristodesisa och familjen långhorningar. Inga underarter finns listade i Catalogue of Life.